# Lijst van Alfa Romeo-sportwagens
Dit is een lijst van Alfa Romeo-sportwagens uit de productieperiode 1945 - 1975 e.v.
| Type                 | Productiejaren | Aantal gefabriceerd |
| -------------------- | -------------- | ------------------- |
| 6C 2500              | 1939-1950      | 1591                |
| 1900                 | 1954-1959      | 1932                |
| Giulietta            | 1954-1962      | 45.843              |
| Giulia (1600cc)      | 1962-1965      | 22.912              |
| Giulia (GTA)         | 1963-1977      | 224.924             |
| Spider               | 1966-heden     | nog niet bekend     |
| Giulia GTC           | 1966-1967      | ca. 1000            |
| 33 Stradale          | 1967-1969      | 18                  |
| Zagato Junior (1300) | 1969-1972      | 1108                |
| Zagato Junior (1600) | 1972-1975      | 402                 |
| 2000                 | 1960-1961      | 700                 |
| 2600 Sprint          | 1962-1965      | 6999                |
| Montreal             | 1970-1977      | 3925                |